# Oliveridia hugginsi
Oliveridia hugginsi är en tvåvingeart som beskrevs av Leonard Charles Ferrington, Jr. och Ole Anton Saether 1987. Oliveridia hugginsi ingår i släktet Oliveridia och familjen fjädermyggor.
Artens utbredningsområde är Kansas. Inga underarter finns listade i Catalogue of Life.